# Nagytemplom (Kecskemét)
A kecskeméti Urunk mennybemenetele társszékesegyház (közismert nevén nagytemplom)  1993 óta a Kalocsa-Kecskeméti főegyházmegye társszékesegyháza, a város és a Kiskunság legnagyobb temploma. 1774 és 1806 között épült copf stílusban.

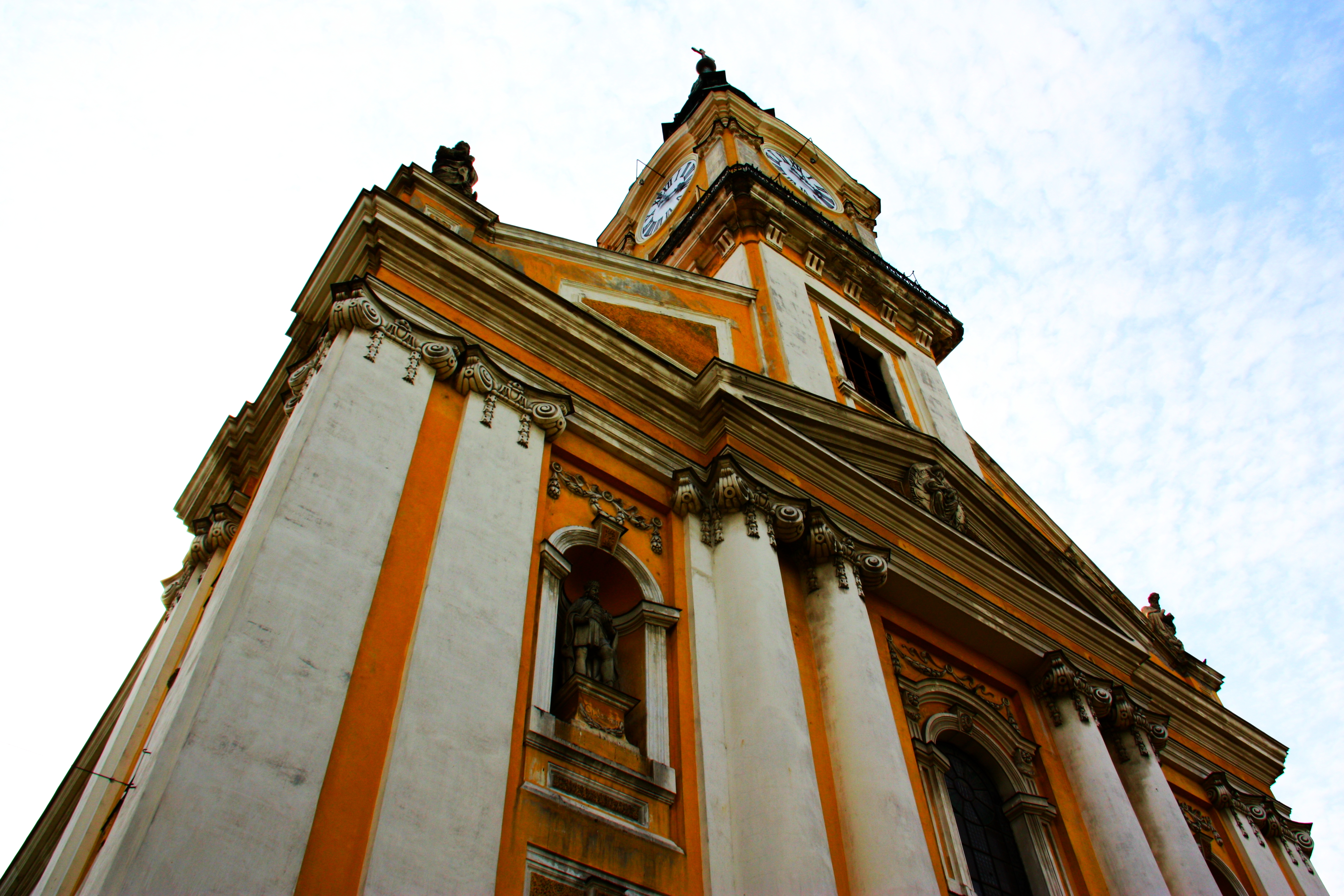
A templom homlokzata

## Története
1774 és 1806 között épült Gaspar Oswald, piarista szerzetes tervei szerint, copf (klasszicizáló késő barokk) stílusban. A kivitelezési munkákat Fischer Boldizsár irányította. A hajót ekkor még csak zsindellyel fedték. A tetőzet ácsszerkezetét Hausperger Márton kecskeméti mester készítette. A toronysisak 1803 - 1806-ban készült. A rajta lévő rézlemezburkolat 59 mázsát nyom. A torony 1819-ben leégett, s csak 1863-ra készült el mai, igen jó arányú formájában.

## Leírása

### Külseje
A timpanonig klasszicista, ión féloszlopok húzódnak. A tornyon a korinthoszi fejezetű lizénák (szögletes féloszlopok) egészen a sisakig fölnyúlnak. A vörös márvány bejárat és a timpanon között boltíves ablakot láthatunk. Az oldalhomlokzatok egyforma kiképzésűek. A toronytól (főhomlokzattól) számolva az első részen a homlokzat többi részéhez képest kiszélesedő szakasz van. Tetején áll a már említett 2-2 evangélista szobra. A második és a harmadik szakasz egyforma kiképzésű. Itt fölül kisebb, alul nagyobb boltíves ablakok vannak. A negyedik szakaszon hatalmas, szintén boltívesen záródó ablak látható. A hátsó homlokzatnál szögletes szentélyben záródik az épület.

#### Domborművek, szobrok, emléktáblák

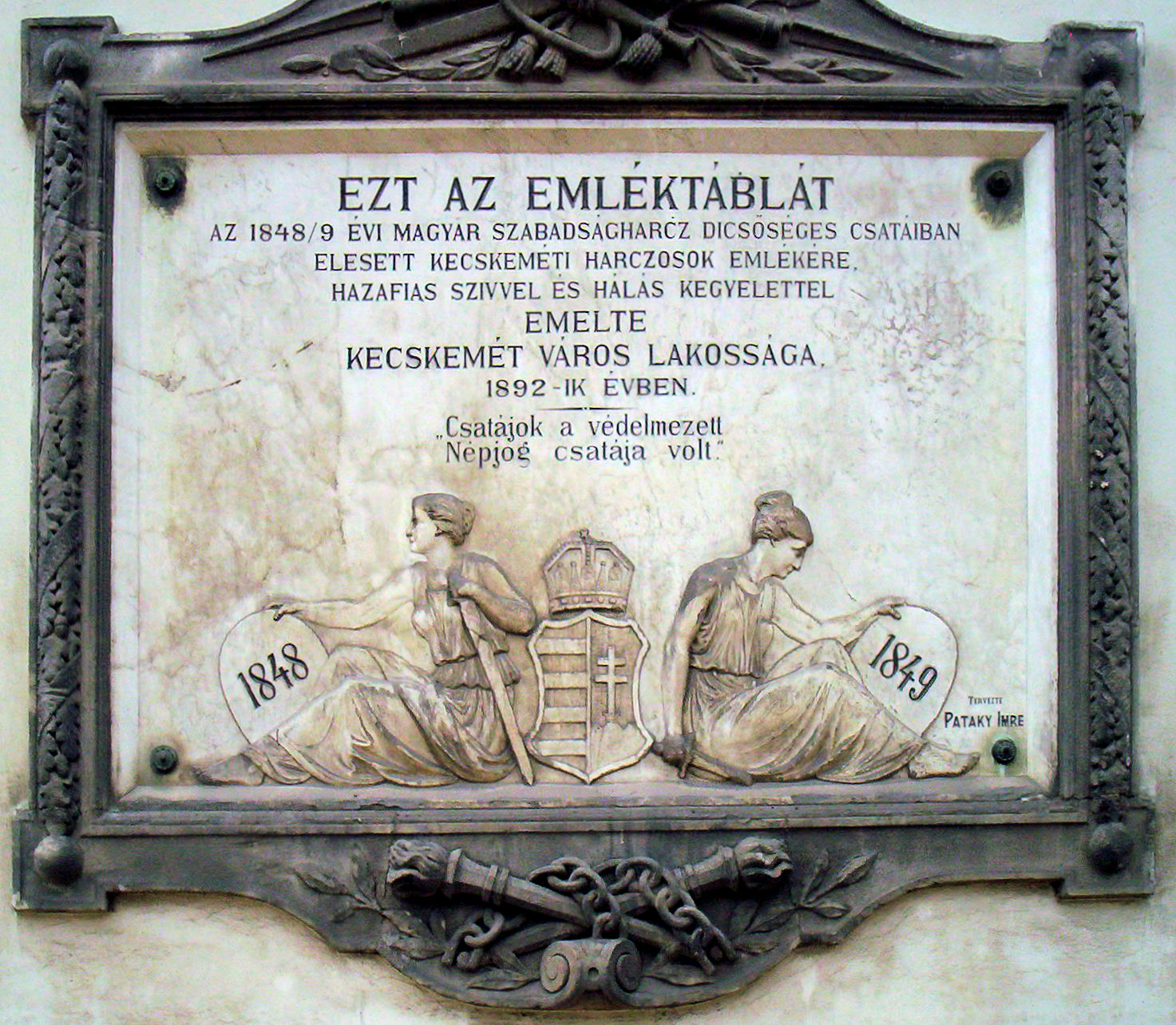
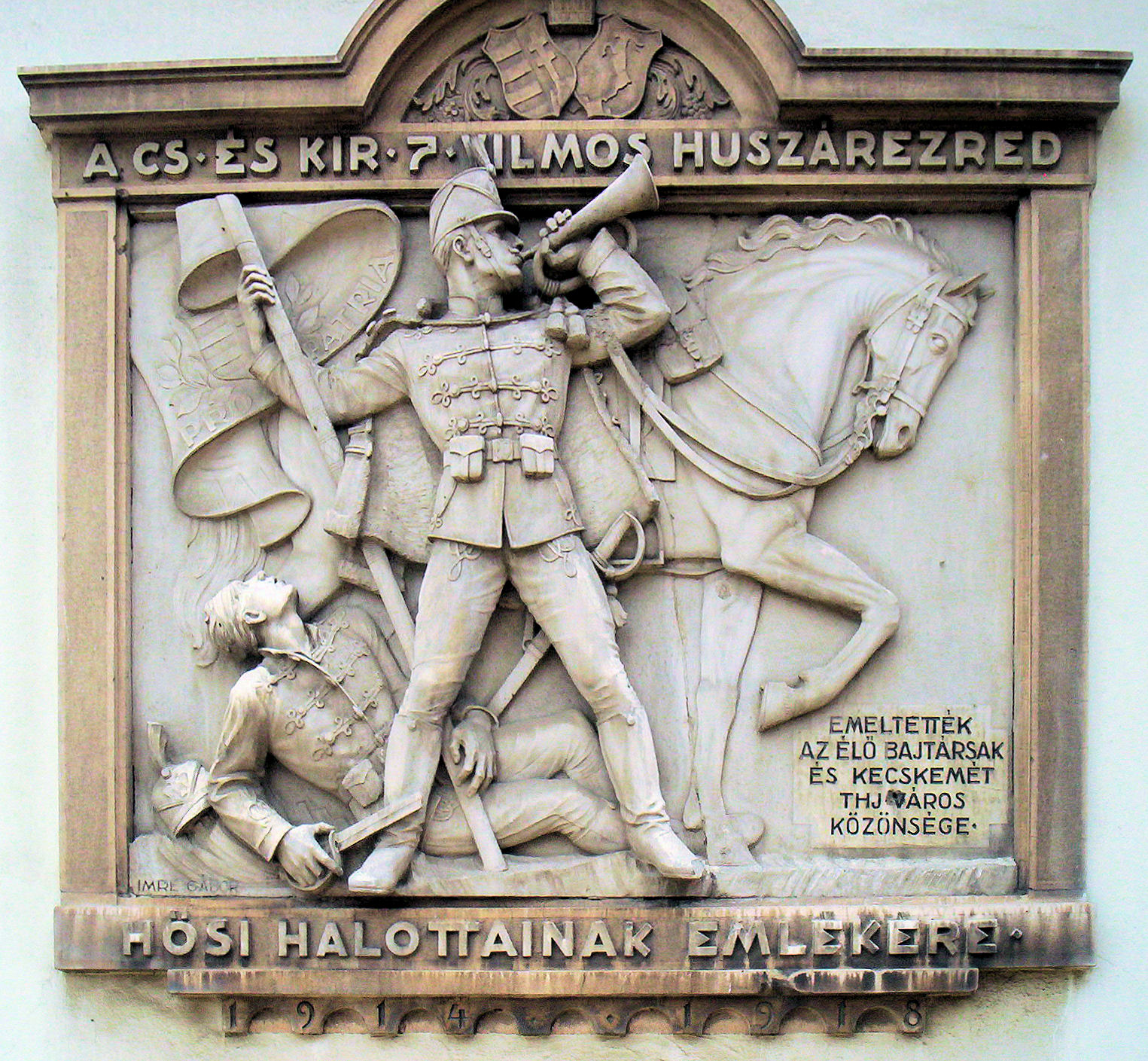
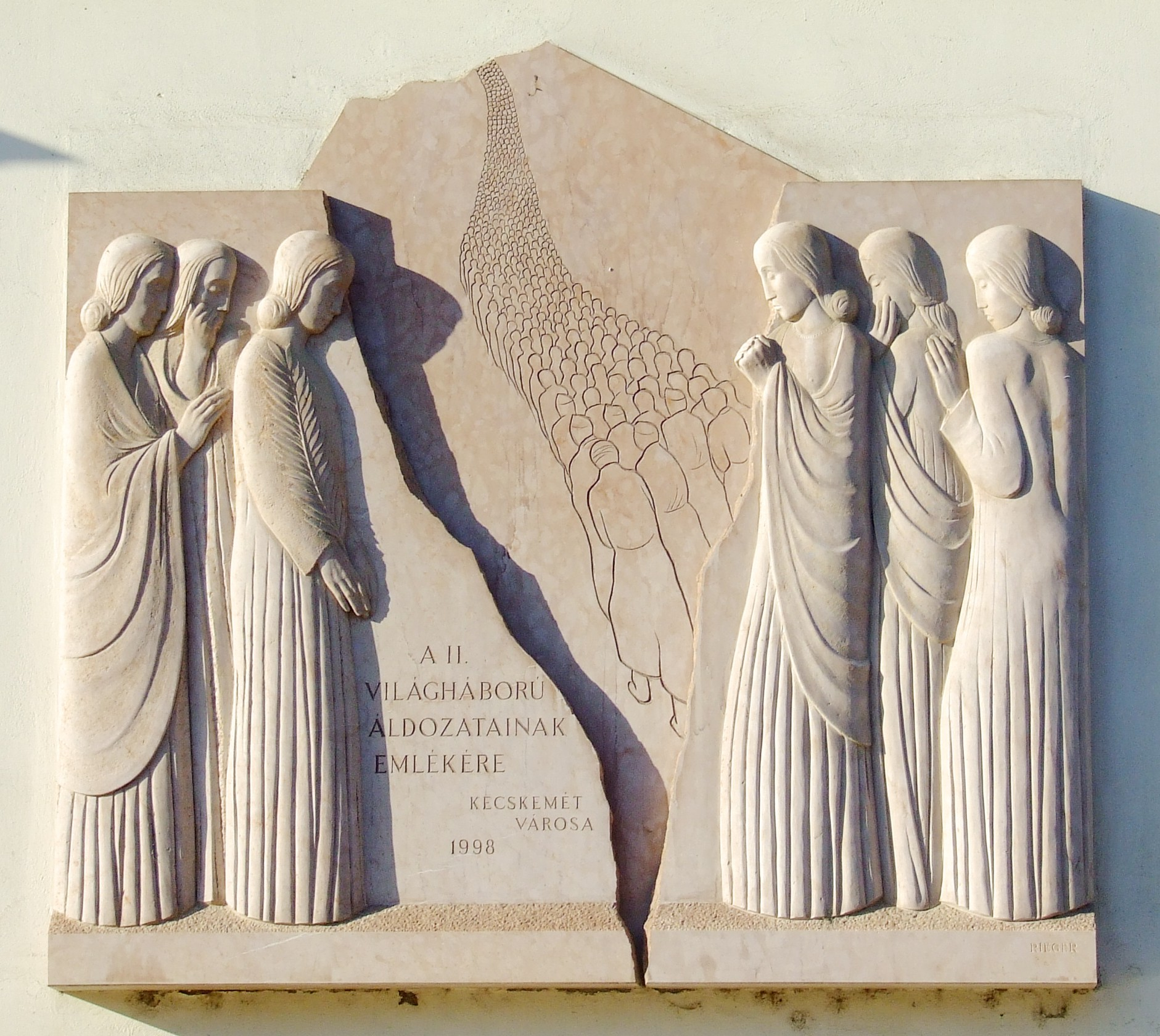

A bejárat fölötti szoborcsoport azt ábrázolja, amint Jézus átadja a Mennyország kulcsát Szent Péternek. A torony melletti mellvéden a négy evangélista szobra (Lukács, Máté, Márk, János) hívja fel magára a figyelmet. Mindegyikük kezében könyv és íróeszköz van, de megtalálhatóak egyedi jelvényeik is. Máté: angyal, Márk: oroszlán, Lukács: ökör, János: sas. A templom külső falán, a torony alatt három emléktábla található: az 1848–49-es forradalom és szabadságharcé, az I. világháborúban és a II. világháborúban elveszett hősöké. A főhomlokzat fülkéiben Szent István és Szent László király, a timpanonban a Patrona Hungariae (Magyarok Nagyasszonya) domborműve látható.

#### A torony

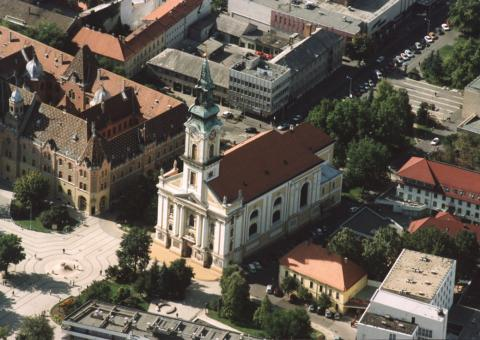
Legifelvétel a templomról

A társszékesegyház 35 méter magasan elhelyezkedő, nyáron látogatható tűzfigyelő erkélyéről páratlan kilátás nyílik a városra. Óraszerkezete – melyet 1889-ben készített a Johann Manhardt királyi udvari toronyóragyár – az ország egyik legrégebbi ma is működő órája, s egyben Magyarország legnagyobb számlapú toronyórája. Az ez alatti boltíves rácsos ablak mögött ma nem a harangok laknak, hanem egy fűthető (tűzfigyelő) szoba van berendezve. (A harangok az erkély alatti téglalap alakú rácsos ablak mögött laknak.) A 242 centiméteres nagymutatóval rendelkező óra 112 éve kiváló pontossággal jelzi az időt. A percmutató félpercenként mozdul előre. Ugyancsak kifogástalanul működik az ütőszerkezet, mely negyedóránként harangkondulással jelzi az idő múlását. Óraütéskor 4 kilónyi súlyok kondítják meg a harangokat. Az órát reggelente egy félméteres kulccsal kell felhúzni. Egészen az 1960-as évek végéig ez volt a város egyetlen köztéri órája. Az utóbbi 20-30 évben több kecskeméti templomra és középületre került fel óra.

### Belseje
A társszékesegyház belseje monumentális, hámorboltszakaszos, 62 méter hosszú, 25 méter széles, körülbelül 20-25 méter magas, 22 000 m³ légterű, 6 oldalkápolnával szegélyezett, késő barokk stílusú, meglehetősen gazdagon díszített tér. A falfelület díszítményeit Lohr Ferenc, a két mennyezetfreskót, a kupolafreskót, a szentélyfreskót, illetve a belső tér egyéb bibliai alakjait Roskovics Ignác alkotta meg. A bejárattól számolva a legelső mennyezetfreskón a kecskeméti Öregtemplom hatalmas tornyát Mihály és Gábor arkangyal karddal és liliommal őrzi. A középső freskó a város védőszentjét, Szent Miklóst ábrázolja jellegzetes pásztorbotjával, amint egy öreg pásztor kecskegidát ajánl fel neki. Fölöttük Kecskemét címere látható, melyet egy angyal tart. A szentély felőli kupolafreskó az eddigi kettőnél jóval nagyobb, 14 méter átmérőjű, magyar szenteket, királyokat, boldoggá avatottakat ábrázol, amint Máriának, Magyarok Nagyasszonyának hódolnak. A freskón jelen van: Szent Erzsébet, Szent Margit, Szent Imre, Szent István, Szent László, Szent Kinga, Boldog Gizella, Szent Adalbert hittérítő, Boldog Özséb (a pálos rend alapítója), Árpád-házi Boldog Ágnes, Magyarhoni Boldog Ilona, Boldog Gertrúd, Szent Mór püspök, Boldog János hitvalló, ferences rendi szerzetes, Szent Gellért, Boldog Asztrik, Magyarhoni Boldog Pál, Szent Kapisztrán, illetve Hunyadi János serege. A templom   belső díszítésének 1894-1900 közötti felújítását Bogyó Pál apátplébános felkérésére Lohr Ferenc (1871–1946) festőművész tervezte.

#### Mellékoltárok
A templomban 6 mellékoltár (oldalkápolna) van. Baloldalt az első Szent Józsefet ábrázolja, Merész Gyula alkotása (korábban Szt. Erzsébet oltára állt itt). A második oltár a templom legszebb és legértékesebb mellékoltáraként számon tartott, Mária képzeletbeli kecskeméti látogatását megörökítő oltárkép. A kecskemétiek ezt nevezik „Barackvirágos Máriának”. Elődjét, a Szt. Mihály oltárt elszíntelenedés miatt kellett lecserélni a jelenlegire. A díszes szószék mellett álló, a 7 oltár közül a legrégebbinek számító oltárkép a Szent István oltár. Azt ábrázolja, amint az egyházalapító István felajánlja a szent koronát Máriának. A jobb oldali oltárok közül a bejárathoz legközelebb áll a Fájdalmas Szűz Anya oltárkép. A Jézus holttestét ölében tartó Máriát ábrázolja. A középső a Jézus Szíve oltár (régen Szt. Margaréta oltár állt itt), míg az utolsó, a szentélyhez legközelebb eső oldalkápolna oltárfestménye a Péter-Pál oltár. Pétert és a tőle búcsúzó Pált ábrázolja. A szentélyt a hajótól elválasztó diadalíven, a két oldalsó oszlopcsarnok végében Szent Péter (baloldalt) és Szent Pál (jobboldalt) alakját elénk vetítő freskók láthatóak. A sekrestye bejárata fölé a plébánia régi pecsétjének felnagyított mása került. Baloldalt áll még az 1790-ből származó szószék, melynek talapzatán gyümölcscsokor van.

#### A szentély

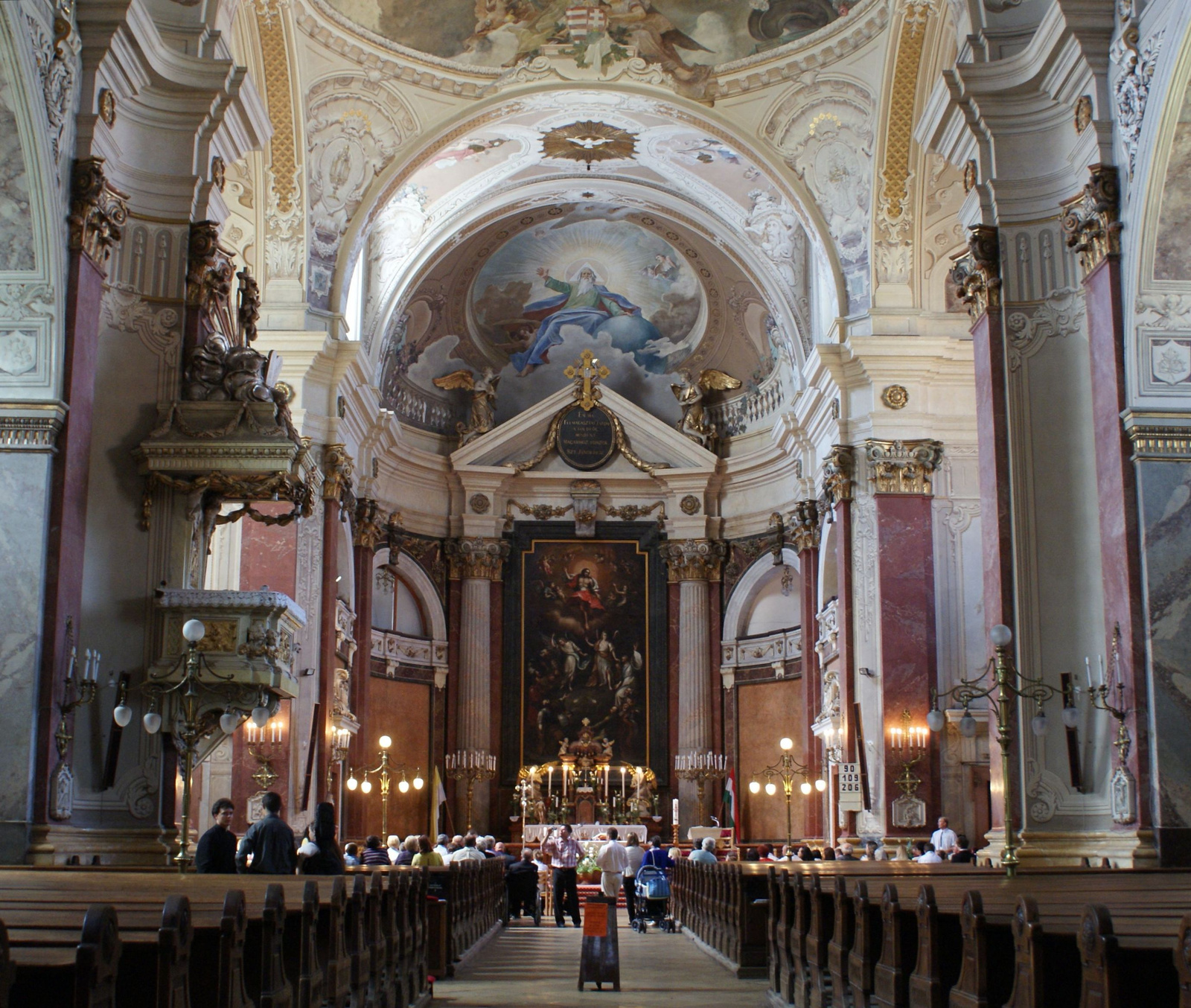
Belső tér

A templom leglendületesebb része a szentély és az ott található, 1778-ban festett, 24 m²-es főoltárkép, amely Krisztus mennybemenetelét ábrázolja. Innen ered a templom titulusa is (Krisztus király mennybemenetele). Az eredeti főoltárképet, mely a mostanival azonos témájú, Falkoner Ferenc készítette. Most a bejárattól jobbra van felállítva. A szentély kupoláján lévő, az Apokalipszist (Világvégét) ábrázoló freskón az Atyát megtestesítő figurát láthatjuk. Fölötte pedig a Szentlelket szimbolizáló galamb van.

#### Orgona
A bejárat felett tág karzat magasodik, mely nemcsak a katolikusoknál megszokott kórusból áll, hanem két oldalt, az oldalhajók fölött is, nagyjából a templombelső feléig húzódik. A kórus teljes egészét kitölti a templom méreteihez méltó, hatalmas orgona. Három manuállal, pedálsorral és 48 regiszterrel rendelkezik (1. manuál: 12 regiszter, 2. manuál: 10 regiszter, 3. manuál: 13 regiszter, pedálmű: 13 regiszter). A 3312 sípos orgona hangversenyek tartására is kiválóan alkalmas. A templom első orgonája 1 manuálos, 12 változatú volt. A pesti Invalidusház templomából került ide 1784-ben. 1885-ben Országh Sándor-féle orgonát építtetett az egyház, mely 3 manuálos, 33 regiszteres volt. 1911-ben hatalmas földrengés rázta meg a város épületeit, ennek következtében az orgona is jelentős sérüléseket szenvedett. A károkat a jó hírű pécsi Angster-cég javította ki, majd 20 évvel később a teljes orgonát újjáépítették. A munkálatokat ismét az Angster orgonaépítő manufaktúra végezte. Ekkor 3 manuálos, 47 regiszteres volt. Sajnos az idő és a technika előrehaladtával 1992-re elavult orgonává vált, ezért teljes, úgynevezett generál átalakítást végeztek rajta. A teljes hangszert újjáépítették (kivéve a sípokat), illetve egy új regisztert kapott.

## A kripta
A templom alá kripta épült.

## Harangok
Jelenleg három harangja van a templomnak. A nagyharang Szentháromság tiszteletére szentelt, 2483 kilós, C hangú, átmérője 160 cm, Schaudt András öntötte 1852-ben. A harangnak különösen gazdag históriája van. Ugyanis a nótában szereplő „kecskeméti Öregtemplom nagyharangja” 1819. április 2-án tűzvész következtében megolvadt. Ennek emlékére minden év április 2-án, este fél 9-től 9-ig szólnak a kecskeméti harangok. Külsején latin nyelvű felirat van, ami magyarul így hangzik: „Amikor április 2-án, azon a gyászos éjszakán, a toronnyal együtt ez a templom és a város nagy része is elhamvadt a tűzvészben, én is megsérültem. A tanács és a kecskeméti római katolikus nép, melyet kellemes hangommal 1694 óta gyönyörködtettem – mivel a balsors először 1819-ben, majd huszonkilenc évvel később újból megrongált – a kedvező sorsfordulat beálltával, megnagyobbítva, a Szentháromság tiszteletére újra öntetett 1852-ben”. Eredeti súlya 4434 font (1 magyar - ún. bécsi font = 0,56006 kg).
A középső harang, az úgynevezett Boldogasszony-harang, 618 kg súlyú, Fisz hangú, átmérője 105 cm, Walser Ferenc készítette 1929-ben. Feliratának részlete: „Boldogasszony anyánk oltalmazd hazánkat és városunkat”. Külsején Szűz Mária látható a gyermek Jézussal. Ez a harang szól delente, a Nándorfehérvári Diadalra emlékeztetve. Legkisebb harangja a 151 kilós lélekharang, melyet a Szentlélek tiszteletére szenteltek. Hangja: Disz, alsó átmérője 65 cm. Ahogy az előbbit, ezt is Walser Ferenc készítette 1929-ben. Rajta a Szentlélek látható galamb képében. Feliratának részlete: „Imádkozzunk halandó testvéreinkért”. Adományozója Dömötör Pál és neje volt.
Az I. világháború előtt 6 harangja volt: 2483 kilós, Szentháromság tiszteletére szentelt (a mai nagyharang), 1217 kilós, Szűzanya tiszteletére szentelt, 720 kilós, Szent Flórián tiszteletére szentelt, 460 kilós, Nepomuki Szent János tiszteletére szentelt, 194 kilós lélekharang és egy 64 kilós, Szentlélek tiszteletére szentelt csengettyű. Közülük 5-öt hadi célokra elvittek. Csak a ma is meglévő nagyharangot hagyták meg, azt is műemlék jellege miatt. 1929-ben Walser Ferenctől 4 új harangot rendeltek: 1070 kg (Disz hangú; Jézus Szíve tiszteletére), 618 kg (Fisz hangú; Nagyboldogasszony tiszteletére), 289 kg (H hangú; Szt. Miklós tiszteletére), 151 kg (Disz hangú; Szentlélek tiszteletére). A II. világháborúban az 1070 és 289 kg-osakat a németek a helyszínen feldarabolták, majd elvitték ágyúöntés céljából. Az egyháznak azóta sem volt módja újjáönteni az elrekvirált harangokat, bár a jelenlegiek is csodálatos dallamra képesek.

## Plébániahivatal és miserend
A szép, barokk stílusú főesperesi plébánia (főplébánia) a templom jobb oldalán áll. 

A plébános, név szerint dr. Jeney Gábor. A káplán atyák:Huszák Zsolt és Kiss István. A plébániához kb. 40 000 ember tartozik. A plébánia kezelése alatt áll a Szent Imre Katolikus Óvoda és Általános Iskola Archiválva 2008. október 23-i dátummal a Wayback Machine-ben is.
A kecskeméti Nagytemplomban vasárnapi miséket négy alkalommal: 7, 9, fél 11 és este 6 órai kezdettel celebrálnak. Hétköznap reggel félóránként: fél 7, 7 és 8 órai kezdettel mutatnak be szentmisét.